# 靖宇県
靖宇県（せいう-けん）は中華人民共和国吉林省白山市に位置する県。県人民政府の所在地は靖宇鎮。

## 歴史
1908年（光緒34年）、清朝により設置された濛江州を前身とする。中華民国が成立すると1913年（民国2年）に濛江県と改称された。1946年（民国35年）、国共内戦の結果県域を実効支配した中国共産党は烈士楊靖宇を顕彰し靖宇県と改称し現在に至る。靖宇県のような「革命烈士」にちなむ地名には他に志丹県、子洲県、子長市、左権県、黄驊市、尚志市がある。

## 行政区画
7鎮、1郷を管轄：
- 鎮：靖宇鎮、三道湖鎮、竜泉鎮、那爾轟鎮、花園口鎮、景山鎮、赤松鎮
- 郷：濛江郷

## 交通

### 道路
- 高速道路
  -  鶴大高速道路
  -  長長高速道路（中国語版）
- 国道
  -  G201国道
  -  G222国道（中国語版）
  -  G504国道（中国語版）